# Goran Sukno
Goran Sukno (Ragusa, 6 aprile 1959) è un ex pallanuotista jugoslavo, vincitore di una medaglia d'oro alle olimpiadi di Los Angeles 1984.

## Biografia
Nato a Ragusa, anche suo figlio Sandro è stato vincitore di una medaglia d'oro alle Olimpiadi come pallanuotista.

## Palmarès

### Trofei nazionali
- Campionato jugoslavo: 5

Jug Dubrovnik: 1979-80, 1980-81, 1981-82, 1982-83, 1984-85
- Coppa di Jugoslavia: 2

Jug Dubrovnik: 1981, 1983

### Trofei internazionali
- Eurolega: 1

Jug Dubrovnik: 1980-81